# 秘魯國家圖書館

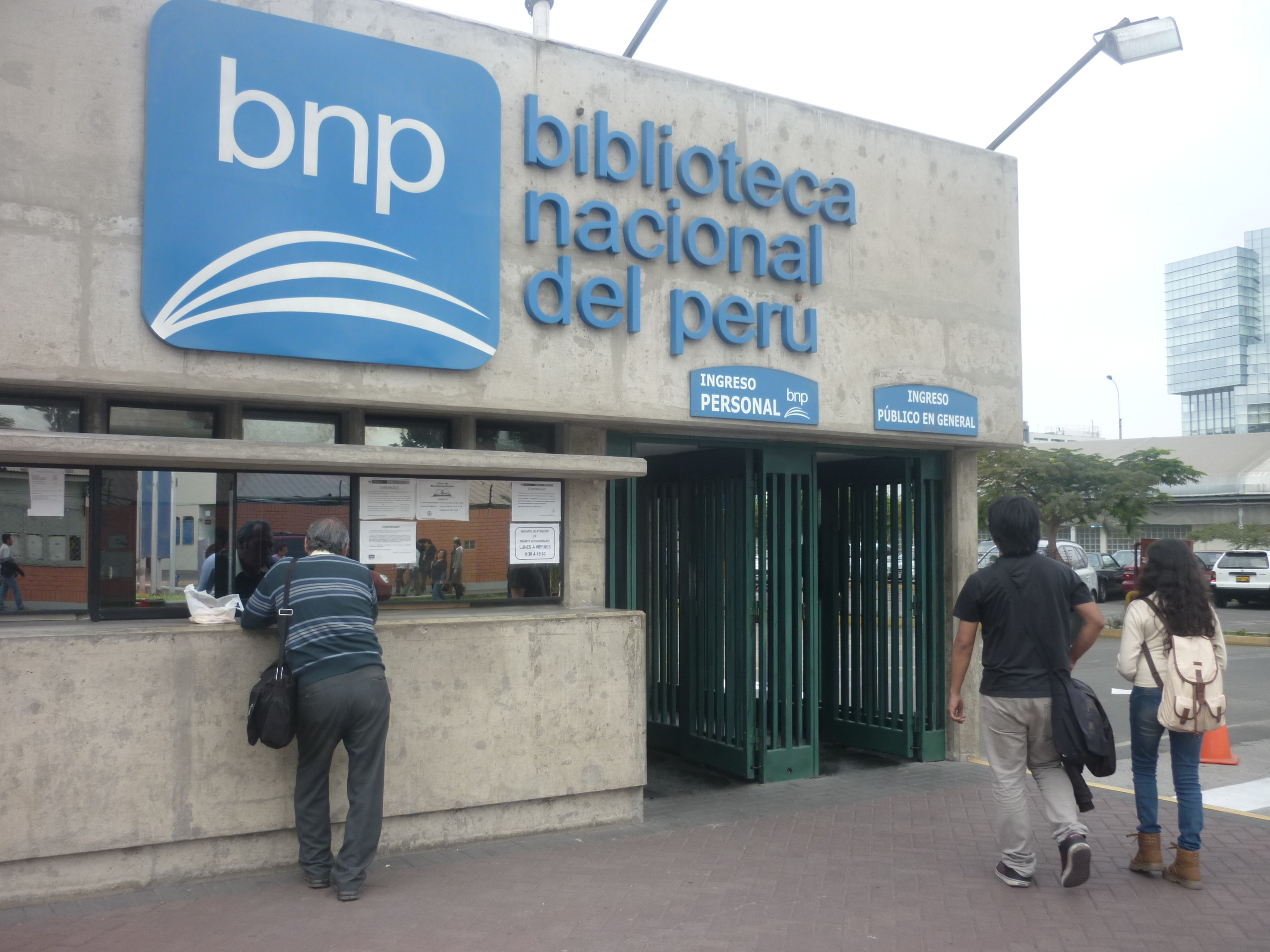
秘魯國家圖書館入口

秘魯國家圖書館（西班牙語：Biblioteca Nacional del Perú）是秘魯共和國的國家圖書館，也是該國的法定送存圖書館，位於首都利馬，是秘魯歷史最悠久也最重要的圖書館。成立於1821年8月28日，目前擁有兩個館址，舊館位於利馬大區；新館位於聖博爾哈區，由秘魯文化部負責管理和營運。

## 歷史

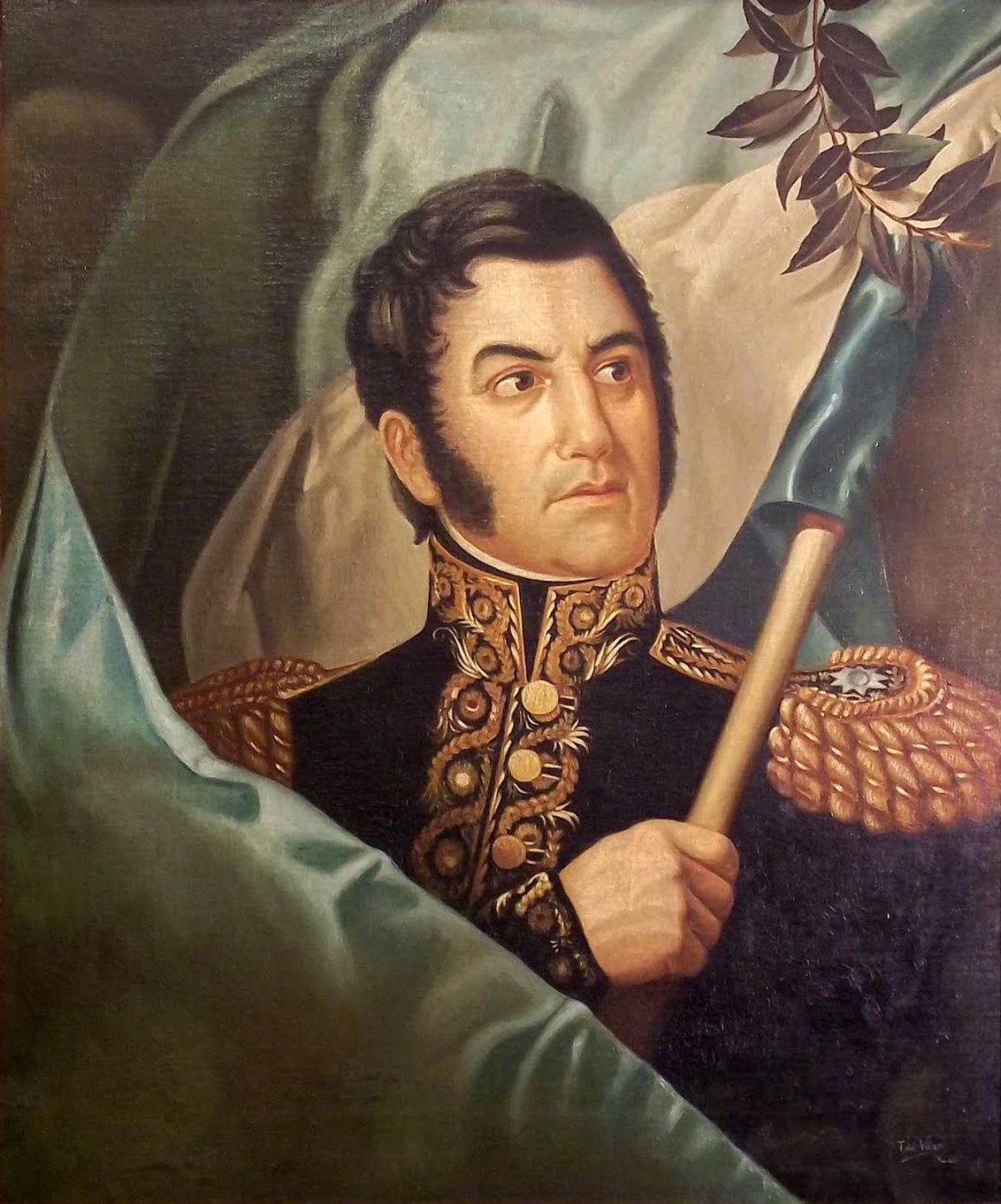
南美獨立領袖荷西·德·聖馬丁將軍

1821年，秘魯共和國宣布獨立後，南美獨立領袖荷西·德·聖馬丁將軍簽署了成立國家圖書館的法令，隨後捐贈了收藏的600本書，且在該法令說道：
|  | 文字和科學滲透到國家的繁榮中，我宣布將會建立秘魯國家圖書館，所有民眾都可以使用 |

1822年9月17日，圖書館建築興建完工，最初館藏約有11,000本書籍，主要來自耶穌會圖書館和私人捐贈的書籍。但在1823至1824年間的鞏固獨立戰爭中，圖書館失去了大部分館藏。後於1879年硝石戰爭爆發後，智利軍隊進入利馬，洗劫了秘魯各機構，其中也包括國家圖書館，導致圖書館失去大量館藏。
1943年5月10日，圖書館發生大火，燒毀了幾乎全部的館藏，災後秘魯政府任命歷史學家豪爾赫·巴薩德雷為圖書館館長，他因致力於重建圖書館的各項事務，而被尊稱「秘魯圖書館之父」，圖書館也於1947年11月重新開放。
2007年，智利政府歸還了秘魯約3,778本書籍，目前圖書館也和智利當局持續商討有關「可能屬於秘魯的書籍和作品」的歸還事宜。2016年11月，國家圖書館與中國外文出版發行事業局聯合成立南美洲第一座中國圖書中心，中華人民共和國也向國家圖書館捐贈約1,000本書籍。
2017年5月12日，《秘魯國家圖書館普通法》第30570號法頒布，確立國家圖書館運作的基本規則和一般準則，並確定隸屬於秘魯文化部。

## 館址

### 利馬大區

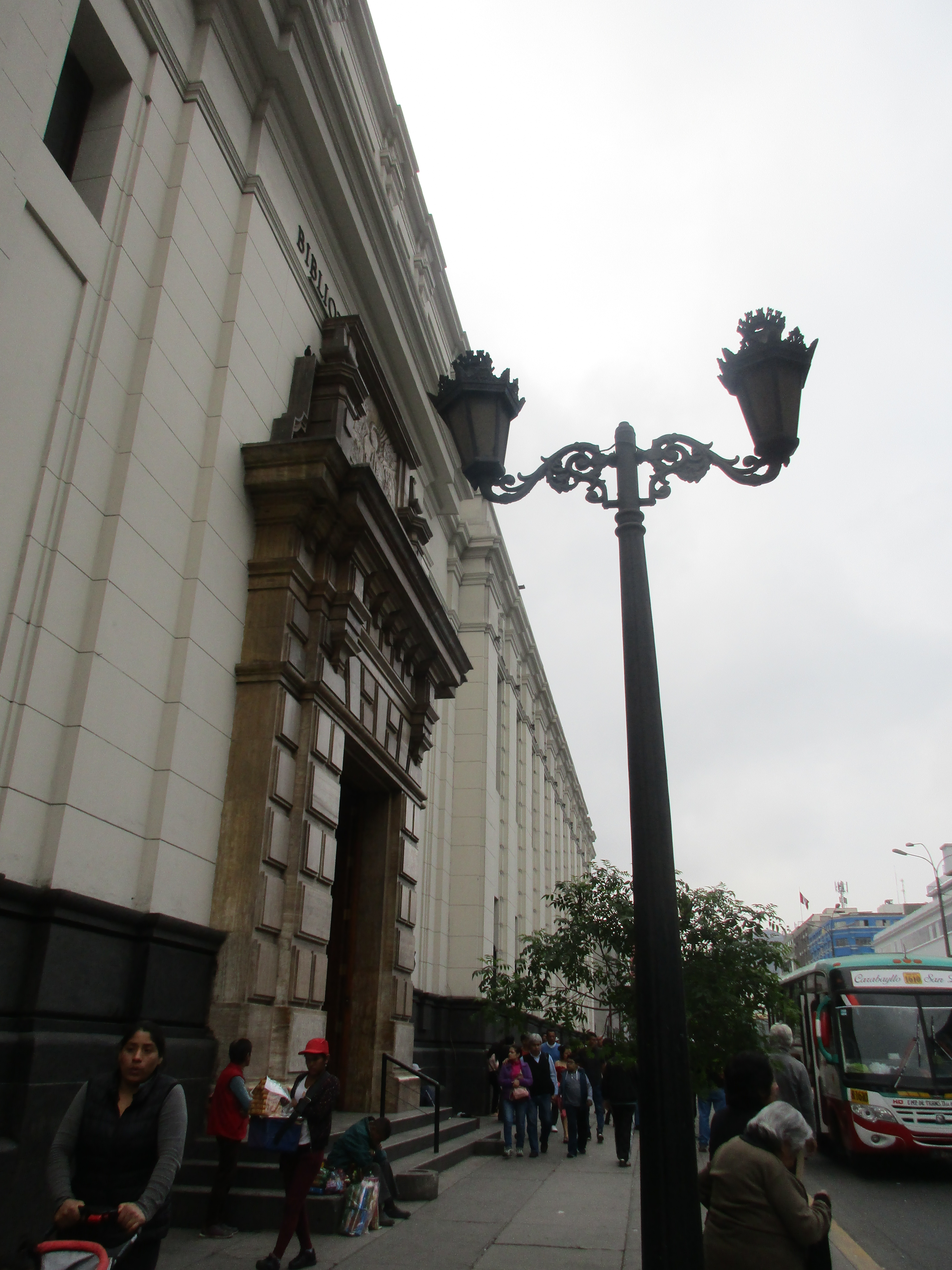
秘魯國家圖書館位於利馬大區阿班凱大道的館址

1822年9月17日，秘魯國家圖書館位於利馬大區阿班凱大道的建築竣工，也是國家圖書館的原始總部。20世紀中葉，由秘魯國家文化研究所（INC）列為歷史古蹟。目前，已成為利馬市區的大型公共圖書館。

### 聖博爾哈區
2006年3月27日，第二座圖書館建築落成，位於利馬省聖博爾哈區哈維爾普拉多大道與航空大道的交會處，且館內設有提供網際網路的電腦供使用。
2006年，該建築獲頒秘魯建築學院的第12屆秘魯建築雙年度金六角獎。

## 外部連結
- 秘魯國家圖書館 （页面存档备份，存于）（西班牙文）